# Chłopak do towarzystwa
Chłopak do towarzystwa (ang. The Extra Man) – amerykańsko-francuska komedia obyczajowa z 2010 roku w reżyserii Shari Springer Berman i Roberta Pulciniego. Film powstał na podstawie powieści Jonathana Amesa 
Światowa premiera filmu miała miejsce 25 stycznia 2010 roku podczas 26. Festiwalu Filmowego w Sundance. W Polsce premiera filmu odbyła się 16 grudnia 2011 roku.

## Fabuła
Młody profesor Louis Ives (Paul Dano) postanawia wyjechać do Nowego Jorku. Wynajmuje pokój u ekscentrycznego dramatopisarza Harrisona (Kevin Kline), który – jak się okazuje – jest mężczyzną do towarzystwa bogatych wdów. Daje on Louisowi niezapomnianą szkołę życia.

## Obsada
- Kevin Kline jako Henry Harrison
- Paul Dano jako Louis Ives
- Katie Holmes jako Mary Powell
- John C. Reilly jako Gershon Gruen
- Patti D’Arbanville jako Katherine Hart
- Alicia Goranson jako Sandra